# Désignation des notes de musique suivant la langue
Les noms des notes de musique dans la musique occidentale suivent deux grands systèmes selon les pays. La notation est basée soit sur les sept premières lettres d'un alphabet, soit sur les notes « do ré mi fa sol la si » inventées par Guido d'Arezzo.
En Extrême-Orient, le système chinois Jianpu est dominant depuis le début du XXe siècle.

## Noms des notes
| Système                | Noms des notes | Noms des notes | Noms des notes | Noms des notes | Noms des notes | Noms des notes | Noms des notes |
| ---------------------- | -------------- | -------------- | -------------- | -------------- | -------------- | -------------- | -------------- |
| Français               | do (ut)        | Ré             | mi             | fa             | sol            | La             | si             |
| Portugais              | do (ut)        | Ré             | mi             | fa             | sol            | La             | si             |
| Italien                | do (ut)        | re             | mi             | fa             | sol            | La             | si             |
| Espagnol               | do (ut)        | re             | mi             | fa             | sol            | La             | si             |
| Néerlandais (Belgique) | do (ut)        | re             | mi             | fa             | sol            | La             | si             |
| Roumain                | do (ut)        | re             | mi             | fa             | sol            | La             | si             |
| Russe                  | до (do)        | ре (rie)       | ми (mi)        | фа (fa)        | соль (sol’)    | ля (lia)       | си (si)        |
| Grec                   | ντο (do)       | ρε (rè)        | μι (mi)        | φα (fa)        | σολ (sol’)     | λα (la)        | σι (si)        |
| Allemand               | C              | D              | E              | F              | G              | A              | H              |
| Anglais                | C              | D              | E              | F              | G              | A              | B              |
| Néerlandais (Pays-Bas) | C              | D              | E              | F              | G              | A              | B              |
| Chinois (jianpu)       | 1              | 2              | 3              | 4              | 5              | 6              | 7              |
| Chinois                | 婷 (tíng)      | 涵 (hán)       | 雯 (wén)       | 玲 (líng)      | 琪 (qí)        | 芳 (fāng)      | 欣 (xīn)       |
| Chinois (五声wusheng)  | 宮 (gōng)      | 商 (shāng)     | 角 (jué)       |                | 徵 (zhĭ)       | 羽 (yŭ)        |                |
| Hindi                  | स (sa)         | रे (re)         | ग (ga)         | म (ma)         | प (pa)         | ध (dha)        | नि (ni)         |
| Coréen                 | 다 (da)        | 라 (ra)        | 마 (ma)        | 바 (ba)        | 사 (sa)        | 가 (ga)        | 나 (na)        |
| Japonais               | ハ (ha)        | ニ (ni)        | ホ (ho)        | ヘ (he)        | ト (to)        | イ (i)         | ロ (ro)        |

### Origine des noms
La notation anglaise utilise les sept premières lettres de l'alphabet de A à G (de la = A à sol = G dans la notation française). 
La notation allemande remplace le B (= si) par un H pour des raisons historiques. Le Si est introduit au XVIe siècle et est la seule note altérée en Bémol[C'est-à-dire ?]. B correspond au Si bémol et H au Si bécarre. 
C'est d'ailleurs pour cela que Jean-Sébastien Bach utilisait comme « signature musicale » cryptique les quatre notes « si♭-la-do-si♮ » soit en notation allemande :  B-A-C-H, qu'il introduisait à une place soigneusement choisie dans les dernières mesures de beaucoup de ses œuvres, comme un clin d’œil aux lecteurs de ses partitions. 
Ainsi, le musicologue Gilles Cantagrel nous donne le conseil suivant en conclusion d'une étude de l'Offrande musicale (Musikalisches Opfer, BWV 1079) de Bach : « Écoutons attentivement comment, au moment de conclure, Bach glisse dans le tissu sonore les quatre notes qui, en allemand, épellent son nom (si bémol-la-do-si naturel), signant discrètement, et en musique, un chef-d’œuvre de l'esprit humain ». 
Charles Koechlin reprendra explicitement ce procédé pour rendre hommage au « Cantor de Leipzig » dans son œuvre monumentale : L'Offrande musicale sur le nom de Bach.
En France, Italie, Espagne et dans d'autres pays (Bulgarie, Thaïlande...), on utilise la solmisation basée au départ sur le texte latin « Ut queant laxis »:
Ut queant laxis / resonare fibris / mira gestorum / famuli tuorum / solve polluti / labii reatum / Sancte Iohannes.
Le ut sera remplacé par le do plus tard et subsiste d'ailleurs encore notamment avec la clé d'ut et souvent dans la dénomination des tonalités de do majeur et do mineur. En Belgique, on utilise la solmisation dans les parties francophone et néerlandophone, et le système des lettres dans la petite partie germanophone du pays.
En chinois, le jianpu est utilisé depuis le 1900 et est dérivé du système français Galin-Paris-Chevé. Auparavant, le gongchepu (ou notation gongche), prononcé gongcheokbo en coréen, et kōsekifu en japonais, était basée sur des caractères chinois, selon deux variantes, le wenzipu et le jianzipu (zh), une version abrégée.
En japonais, les tons sont notés de A à G en katakana avec les kanas du Chant de l'iroha, un hymne bouddhique du Sūtra du Nirvāna, dont cette version écrite est ultérieure au XIe siècle. :
イ (i), ロ (ro), ハ (ha), ニ (ni), ホ (ho), ヘ (he), ト (to)
La musique hindoustani utilise le système de notation svaralipī.

## Degré
Les notes peuvent également être désignées par degré. Elles sont alors définies par l'intervalle les reliant à une note de base. Chaque degré porte un nom.
En français, il s'agit de :
- I : la tonique
- II : la sus-tonique
- III : la médiante
- IV : la sous-dominante
- V : la dominante
- VI : la sus-dominante
- VII : la sensible (ou sous-tonique lorsqu'elle forme un intervalle de seconde majeure avec la tonique)

## Altérations
En français, on utilise le dièse et le bémol pour altérer les notes. Chaque langue a sa propre dénomination.
Cela se traduit par l'ajout d'un mot avant ou après le nom de la note, ou par l'ajout d'un suffixe.

### Demi-ton haut (dièse/♯)
Une note peut être augmentée d'un demi-ton, on dit qu'elle est « diésée ». 
| Système     | Note diésée (♯)     | fa♯                | do♯                |
| ----------- | ------------------- | ------------------ | ------------------ |
| Français    | note + dièse        | fa dièse           | do dièse           |
| Allemand    | note-is             | Fis                | Cis                |
| Anglais     | note + sharp        | F sharp            | C sharp            |
| Espagnol    | note + sostenido    | fa sostenido       | do sostenido       |
| Italien     | note + diesis       | fa diesis          | do diesis          |
| Japonais    | 嬰 (ei) + note      | 嬰へ (ei-he)       | 嬰ハ (ei-ha)       |
| Chinois     | 升 (shēng) + note   | 升玲 (shēng-líng)  | 升婷 (shēng-tíng)  |
| Coréen      | 올림 (ollim) + note | 올림 바 (ollim ba) | 올림 다 (ollim da) |
| Néerlandais | note-is             | Fis                | Cis                |
| Russe       | note + диез         | фа диез            | до диез            |
| Grec        | note + δίεση        | φα δίεση           | ντο δίεση          |

### Demi-ton bas (bémol/♭)
Une note peut être abaissée d'un demi-ton, on dit qu'elle est « bémolisée ».
| Système     | Note bémolisée (♭)   | ré♭                 | sol♭                |
| ----------- | -------------------- | ------------------- | ------------------- |
| Français    | note + bémol         | ré bémol            | sol bémol           |
| Allemand    | note-es              | Des                 | Ges                 |
| Anglais     | note + flat          | D flat              | G flat              |
| Espagnol    | note + bemol         | ré bemol            | sol bemol           |
| Italien     | note + bemolle       | ré bemolle          | sol bemolle         |
| Japonais    | 変 (hen) + note      | 変ニ (hen-ni)       | 変ト (hen-to)       |
| Chinois     | 降 (jiàng) + note    | 降涵 (jiàng-hán)    | 降琪 (jiàng-qí)     |
| Coréen      | 내림 (naerim) + note | 내림 라 (naerim ra) | 내림 사 (naerim sa) |
| Néerlandais | note-es              | Des                 | Ges                 |
| Russe       | note + бемоль        | ре бемоль           | соль бемоль         |
| Grec        | note + ύφεση         | ρε ύφεση            | σολ ύφεση           |

NB : Le Mi♭ en allemand "Es" est aussi appelé "S" et aura été utilisé par le compositeur russe Dimitri Chostakovitch pour écrire ses initiales en musique (DSCH) ou en français : "Ré, Mi♭, Do, Si"

## Modes
Un mode est une échelle de note qui peut être définie soit à partir des intervalles entre notes successives, soit sur la base des intervalles de chacun des degrés de l'échelle par rapport à la note fondamentale du mode (note de base). La tierce de l'échelle (ou médiante) définit le caractère majeur ou mineur du mode. Le nombre de notes peut varier d'un mode à l'autre : pentatonique (cinq sons), hexatonique (six sons), etc. Dans le système tonal usuel, les modes majeur et mineur comportent tous sept degrés (gammes heptatoniques).

### Majeur
- Allemand : Dur (do majeur = C-Dur)
- Anglais : major (do majeur = C major)
- Bulgare : мажор (do majeur = до мажор)
- Espagnol : mayor (do majeur = do mayor)
- Italien : maggiore (do majeur = do maggiore)
- Japonais : 長調 chōchō (do majeur = ハ長調 ha-chōchō)
- Chinois : 大調 dà-diào (do majeur = 婷大調 tíng dà-diào)
- Coréen : 장조 jangjo (do majeur = 다 장조 da jangjo)
- Néerlandais : groot (do majeur = C groot)
- Russe : мажор (do majeur = до мажор)
- Grec : μείζονα (do majeur = ντο μείζονα)

### Mineur
- Allemand : Moll (la mineur = a-Moll)
- Anglais : minor (la mineur = A minor)
- Bulgare : минор (la mineur = ла минор)
- Espagnol : menor (la mineur = la menor)
- Italien : minore (la mineur = la minore)
- Japonais : 短調 tanchō (la mineur = イ短調 i-tanchō)
- Chinois : 小調 xiǎo-diào (la mineur = 芳小調 fāng xiǎo-diào)
- Coréen : 단조 danjo (la mineur = 가 단조 ga danjo)
- Néerlandais : klein (la mineur = a klein)
- Russe : минор (la mineur = ля минор)
- Grec : ελάσσονα (la mineur = λα ελάσσονα)

## Tableaux récapitulatifs
| Systèmes à solmisation | Systèmes à solmisation | Systèmes à solmisation | Systèmes à solmisation | Systèmes à solmisation | Systèmes à solmisation | Systèmes à solmisation   | Systèmes alphabétiques | Systèmes alphabétiques | Systèmes alphabétiques | Systèmes alphabétiques | Systèmes alphabétiques | Systèmes alphabétiques |
| Français               | Espagnol               | Italien                | Portugais              | Néerlandais (Belgique) | Roumain                | Russe                    | Allemand               | Anglais                | Japonais               | Chinois                | Coréen                 | Néerlandais (Pays-Bas) |
| ---------------------- | ---------------------- | ---------------------- | ---------------------- | ---------------------- | ---------------------- | ------------------------ | ---------------------- | ---------------------- | ---------------------- | ---------------------- | ---------------------- | ---------------------- |
| do bémol               | do bemol               | do bemolle             | dó bemol               | do mol                 | do bemol               | до-бемоль (do-biemol)    | Ces                    | C flat                 | 変ハ (hen-ha)          | 降婷 (jiàng-tíng)      | 내림 다 (naerim da)    | Ces                    |
| do (Ut)                | do                     | do                     | dó                     | do                     | do                     | до (do)                  | C                      | C                      | ハ (ha)                | 婷 (tíng)              | 다 (da)                | C                      |
| do dièse               | do sostenido           | do diesis              | dó sustenido           | do kruis               | do diez                | до-диез (do-diez)        | Cis                    | C sharp                | 嬰ハ (ei-ha)           | 升婷 (shēng-tíng)      | 올림 다 (ollim da)     | Cis                    |
| ré bémol               | re bemol               | re bemolle             | ré bemol               | re mol                 | re bemol               | ре-бемоль (re-biemol)    | Des                    | D flat                 | 変ニ (hen-ni)          | 降涵 (jiàng-hán)       | 내림 라 (naerim ra)    | Des                    |
| ré                     | re                     | re                     | ré                     | re                     | re                     | ре (re)                  | D                      | D                      | ニ (ni)                | 涵 (hán)               | 라 (ra)                | D                      |
| ré dièse               | re sostenido           | re diesis              | ré sustenido           | re kruis               | re diez                | ре-диез (re-diez)        | Dis                    | D sharp                | 嬰ニ (ei-ni)           | 升涵 (shēng-hán)       | 올림 라 (ollim ra)     | Dis                    |
| mi bémol               | mi bemol               | mi bemolle             | mi bemol               | mi mol                 | mi bemol               | ми-бемоль (mi-biemol)    | Es/S                   | E flat                 | 変ホ (hen-ho)          | 降雯 (jiàng-wén)       | 내림 마 (naerim ma)    | Es                     |
| mi                     | mi                     | mi                     | mi                     | mi                     | mi                     | ми (mi)                  | E                      | E                      | ホ (ho)                | 雯 (wén)               | 마 (ma)                | E                      |
| mi dièse               | mi sostenido           | mi diesis              | mi sustenido           | mi kruis               | mi diez                | ми-диез (mi-diez)        | Eis                    | E sharp                | 嬰ホ (ei-ho)           | 升雯 (shēng-wén)       | 올림 마 (ollim ma)     | Eis                    |
| fa bémol               | fa bemol               | fa bemolle             | fá bemol               | fa mol                 | fa bemol               | фа-бемоль (fa-biemol)    | Fes                    | F flat                 | 変ヘ (hen-he)          | 降玲 (jiàng-líng)      | 내림 바 (naerim ba)    | Fes                    |
| fa                     | fa                     | fa                     | fá                     | fa                     | fa                     | фа (fa)                  | F                      | F                      | ヘ (he)                | 玲 (líng)              | 바 (ba)                | F                      |
| fa dièse               | fa sostenido           | fa diesis              | fá sustenido           | fa kruis               | fa diez                | фа-диез (fa-diez)        | Fis                    | F sharp                | 嬰ヘ (ei-he)           | 升玲 (shēng-líng)      | 올림 바 (ollim ba)     | Fis                    |
| sol bémol              | sol bemol              | sol bemolle            | sol bemol              | sol mol                | sol bemol              | соль-бемоль (sol-biemol) | Ges                    | G flat                 | 変ト (hen-to)          | 降琪 (jiàng-qí)        | 내림 사 (naerim sa)    | Ges                    |
| sol                    | sol                    | sol                    | sol                    | sol                    | sol                    | соль (sol)               | G                      | G                      | ト (to)                | 琪 (qí)                | 사 (sa)                | G                      |
| sol dièse              | sol sostenido          | sol diesis             | sol sustenido          | sol kruis              | sol diez               | соль-диез (sol-diez)     | Gis                    | G sharp                | 嬰ト (ei-to)           | 升琪 (shēng-qí)        | 올림 사 (ollim sa)     | Gis                    |
| la bémol               | la bemol               | la bemolle             | lá bemol               | la mol                 | la bemol               | ля-бемоль (la-biemol)    | As                     | A flat                 | 変イ (hen-i)           | 降芳 (jiàng-fāng)      | 내림 가 (naerim ga)    | As                     |
| la                     | la                     | la                     | lá                     | la                     | la                     | ля (la)                  | A                      | A                      | イ (i)                 | 芳 (fāng)              | 가 (ga)                | A                      |
| la dièse               | la sostenido           | la diesis              | lá sustenido           | la kruis               | la diez                | ля-диез (la-diez)        | Ais                    | A sharp                | 嬰イ (ei-i)            | 升芳 (shēng-fāng)      | 올림 가 (ollim ga)     | Ais                    |
| si bémol               | si bemol               | si bemolle             | si bemol               | si mol                 | si bemol               | си-бемоль (si biemol)    | B                      | B flat                 | 変ロ (hen-ro)          | 降欣 (jiàng-xīn)       | 내림 나 (naerim na)    | Bes                    |
| si                     | si                     | si                     | si                     | si                     | si                     | си (si)                  | H                      | B                      | ロ (ro)                | 欣 (xīn)               | 나 (na)                | B                      |
| si dièse               | si sostenido           | si diesis              | si sustenido           | si kruis               | si diez                | си-диез (si-diez)        | His                    | B sharp                | 嬰ロ (ei-ro)           | 升欣 (shēng-xīn)       | 올림 나 (ollim na)     | Bis                    |

| Français | Allemand | Anglais | Espagnol | Italien  | Japonais      | Chinois          | Coréen        | Néerlandais | Portugais | Roumain | Russe |
| -------- | -------- | ------- | -------- | -------- | ------------- | ---------------- | ------------- | ----------- | --------- | ------- | ----- |
| majeur   | Dur      | major   | mayor    | maggiore | 長調 (chōchō) | 大調 (dà-diào)   | 장조 (jangjo) | groot       | maior     | major   | мажор |
| mineur   | Moll     | minor   | menor    | minore   | 短調 (tanchō) | 小調 (xiǎo-diào) | 단조 (danjo)  | klein       | menor     | minor   | минор |